# 데니스 로버트슨
데니스 로버트슨(Dennis Robertson, 1890년 5월 23일 ~ 1963년 4월 21일)은 영국의 경제학자이다.
초기에는 케인스를 지지했으나 이후에는 결국 케인스에 관하여 비판적이 되었다. 이튼 스쿨 출신으로, 케임브리지대학교에서 공부하고 1912년 경제학과를 졸업하였다. 케임브리지대학교에서는 존 메이너드 케인스와 공동연구를 했다. 그는 연구를 계속하면서 '저축'과 '투자'에 대한 동태적 이론을 전개하였다. 로버트슨은 경기순환에 대한 연구로도 알려져 있다.